# GMC Yukon
GMC Yukon – samochód osobowy typu SUV klasy pełnowymiarowej produkowany pod amerykańską marką GMC od 1991 roku. Od 2020 roku produkowana jest piąta generacja modelu.

## Pierwsza generacja

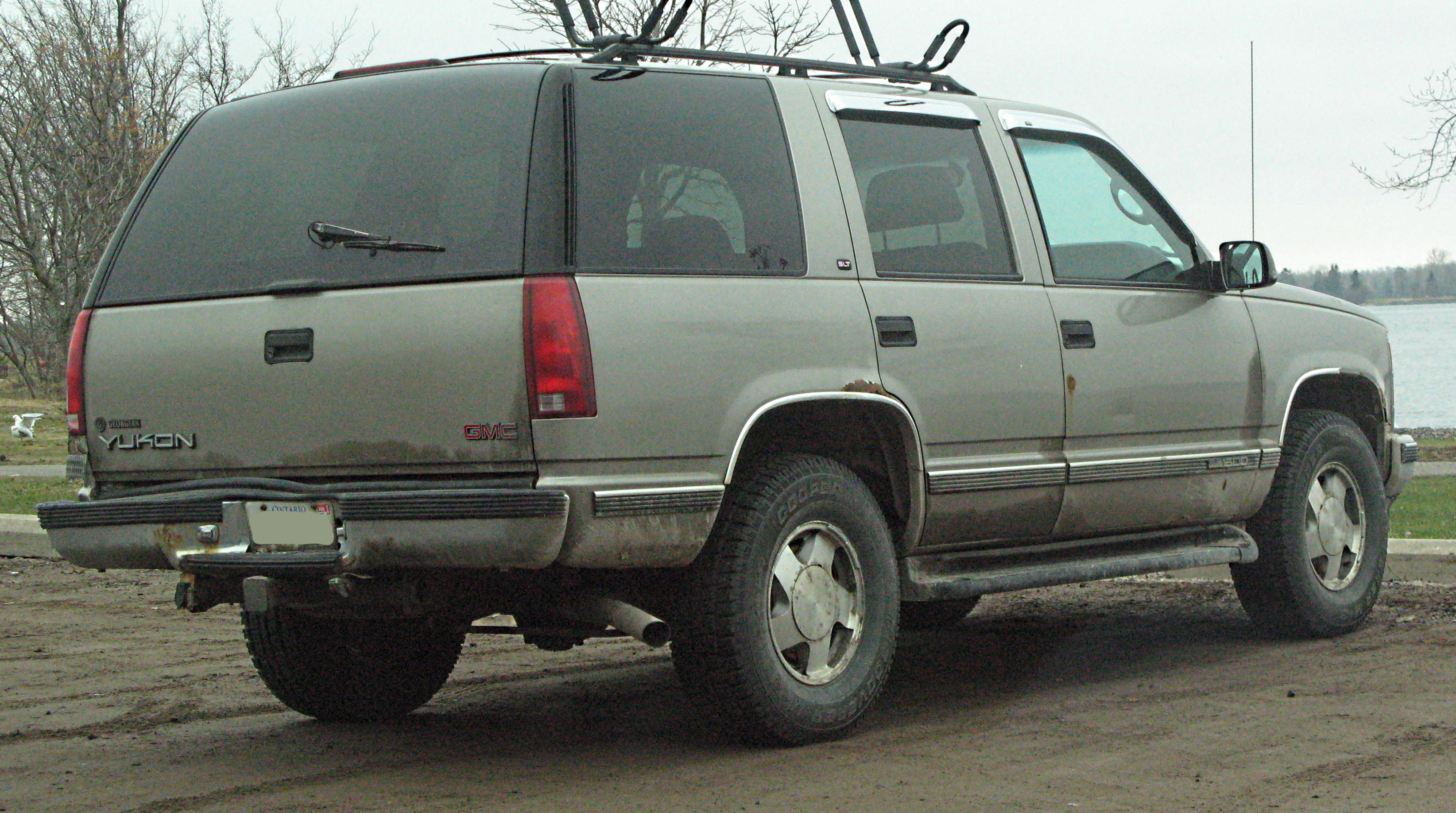
GMC Yukon I - tył

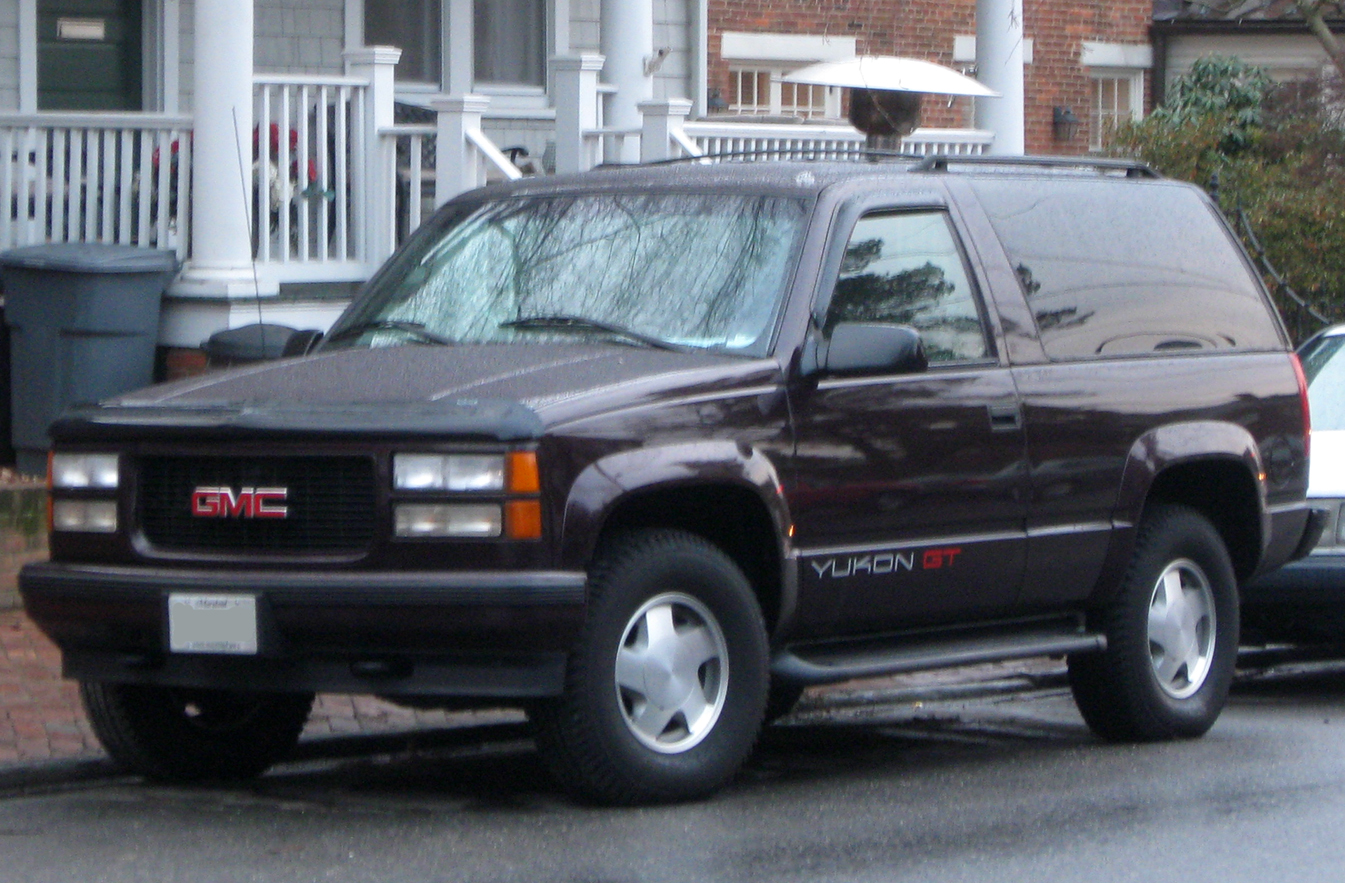
GMC Yukon I GT

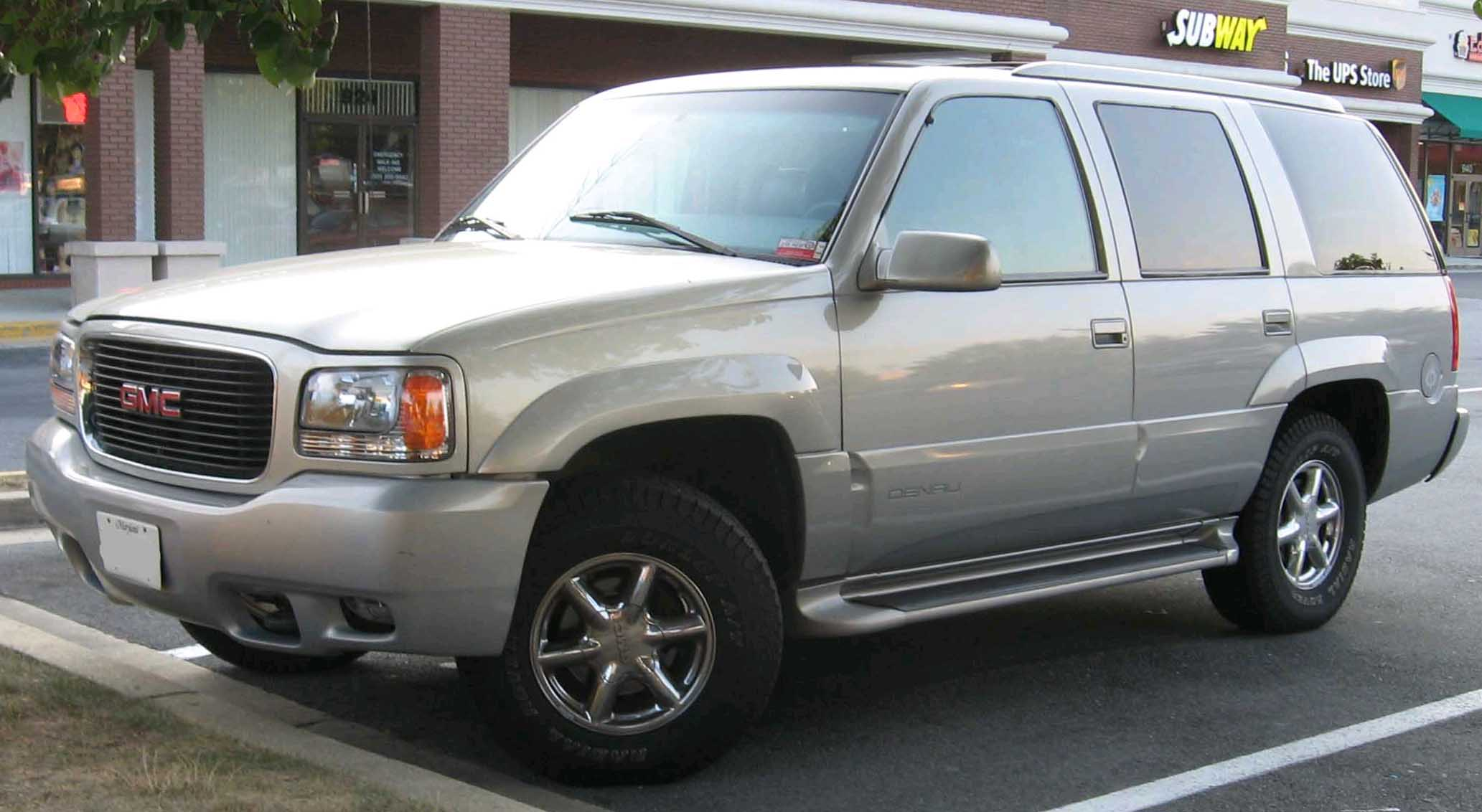
GMC Yukon I Denali

GMC Yukon I został po raz pierwszy zaprezentowany w 1991 roku.
Yukon pierwszej generacji pojawił się w ofercie na fali rozbudowywania oferty GMC i związanych z tym zmian w nazewnictwie. Samochód zastąpił model Jimmy drugiej generacji, którego następcy były już mniejszym i niżej pozycjonowanymi modelami. Jednocześnie, Yukon I powstał na bazie ósmej generacji modelu Suburban, różniąc się od niego de facto jedynie krótszym nadwoziem i mniejszym rozstawem osi. Po raz pierwszy i ostatni te pokrewne, duże SUV-y były oferowane pod różnymi nazwami.
Podobnie jak w przypadku bliźniaczej konstrukcji Chevroleta, GMC Yukon I oferowany był zarówno w wariancie 3-drzwiowym, jak i 5-drzwiowym. Samochód produkowano z myślą o rynku Ameryki Północnej jako najmniejszy SUV w ofercie.

### Denali
W 1997 roku do oferty wprowadzono luksusową, topową odmianę Yukon Denali, która od podstawowego Yukona odróżniała się innym wyglądem pasa przedniego i jednoczęściowymi reflektorami. Rok później, to ten wariant posłużył do zbudowania drugiego bliźniaczego modelu w ramach koncernu General Motors - Cadillaka Escalade.

### Silniki
- L6 4.1l Straight-6
- V8 4.2l MWM
- V8 5.7l Small-Block
- V8 6.5l Turbo

## Druga generacja

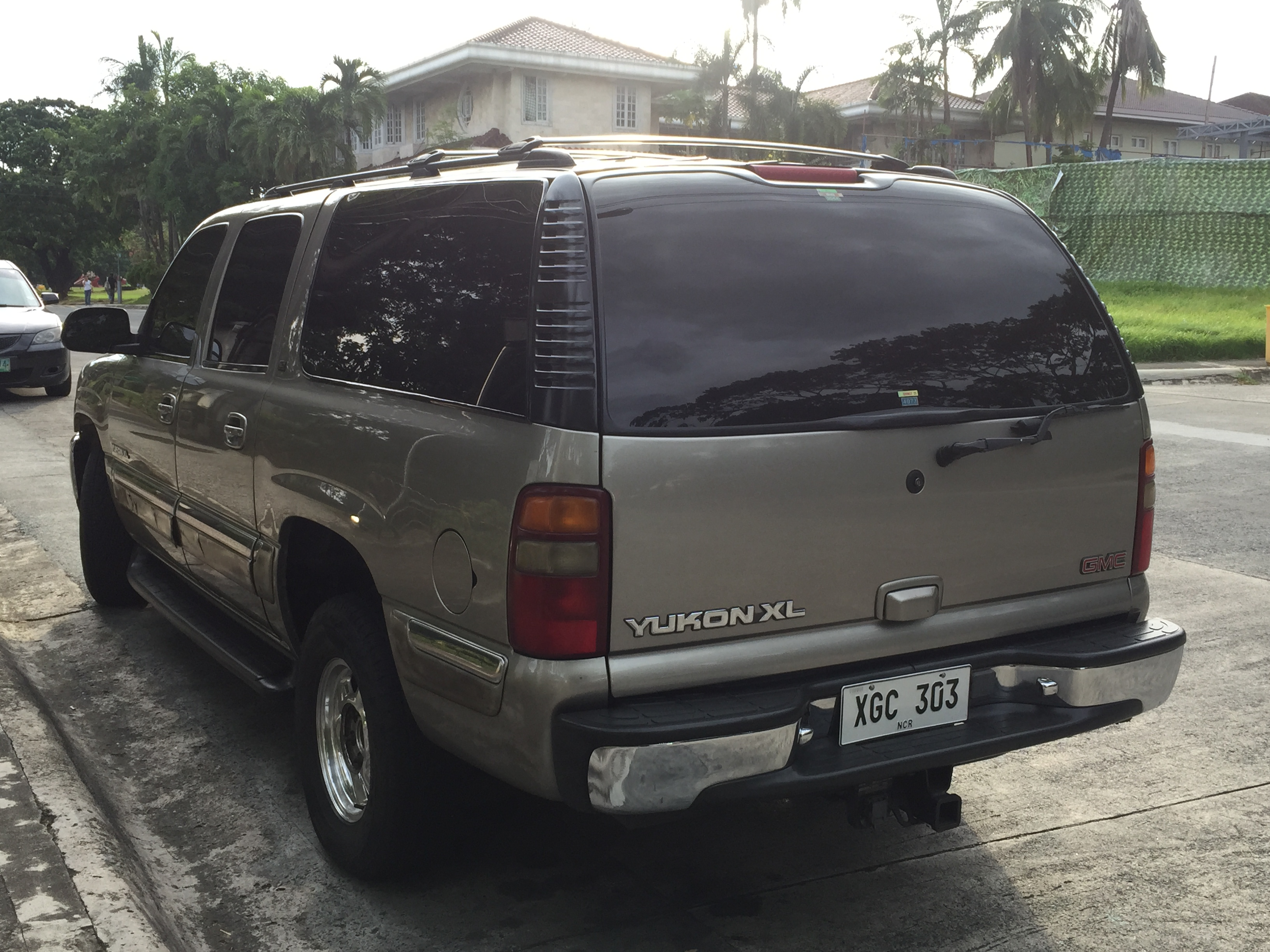
GMC Yukon II XL - tył

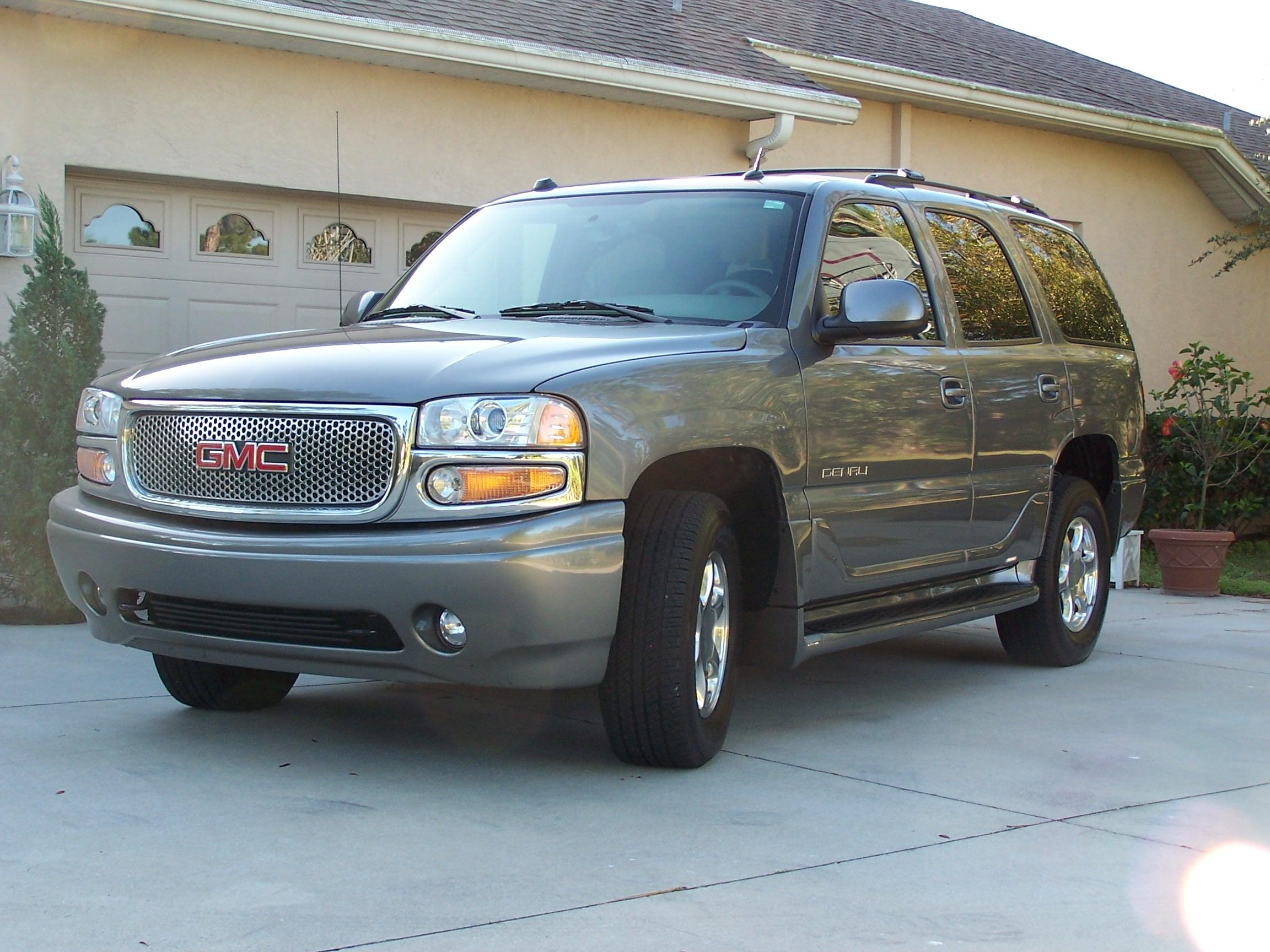
GMC Yukon II Denali

GMC Yukon II został po raz pierwszy zaprezentowany w 2000 roku.
Druga generacja Yukona została zaprezentowana po raz pierwszy w 2000 roku, debiutując równolegle z bliźniaczymi modelami Cadillaca Chevroleta. W porównaniu do poprzednika samochód przeszedł ewolucyjy kierunek zmian w stylistyce, zachowując charakterystyczne dwuczęściowe relektory i kanciaste proporcje nadwozia, przy jednoczesnym zaokrągleniu detali. Ponownie największą różnicą w stosunku do Chevroleta Tahoe była inna atrapa chłodnicy.

### Yukon XL
Yukon II zastąpił w ofercie marki poprzednika zarówno w wersji trzydrzwiowej, jak i pięciodrzwiowej, będąc oferowanym odtąd jedynie z dwoma parami drzwi. Ponadto, po raz pierwszy od 1937 roku pozycjonowana wyżej bliźniacza wersja pełnowymiarowego Chevroleta Suburban nie nosiła już takiej samej nazwy pod marką GMC, lecz otrzymała zupełnie nową - Yukon XL. Odtąd samochód pełni w ofercie funkcję przedłużonego wariantu Yukona i nie jest już samodzielnym modelem.

### Silniki
- V8 4.8l 275 KM
- V8 5.3l 285 KM

## Trzecia generacja

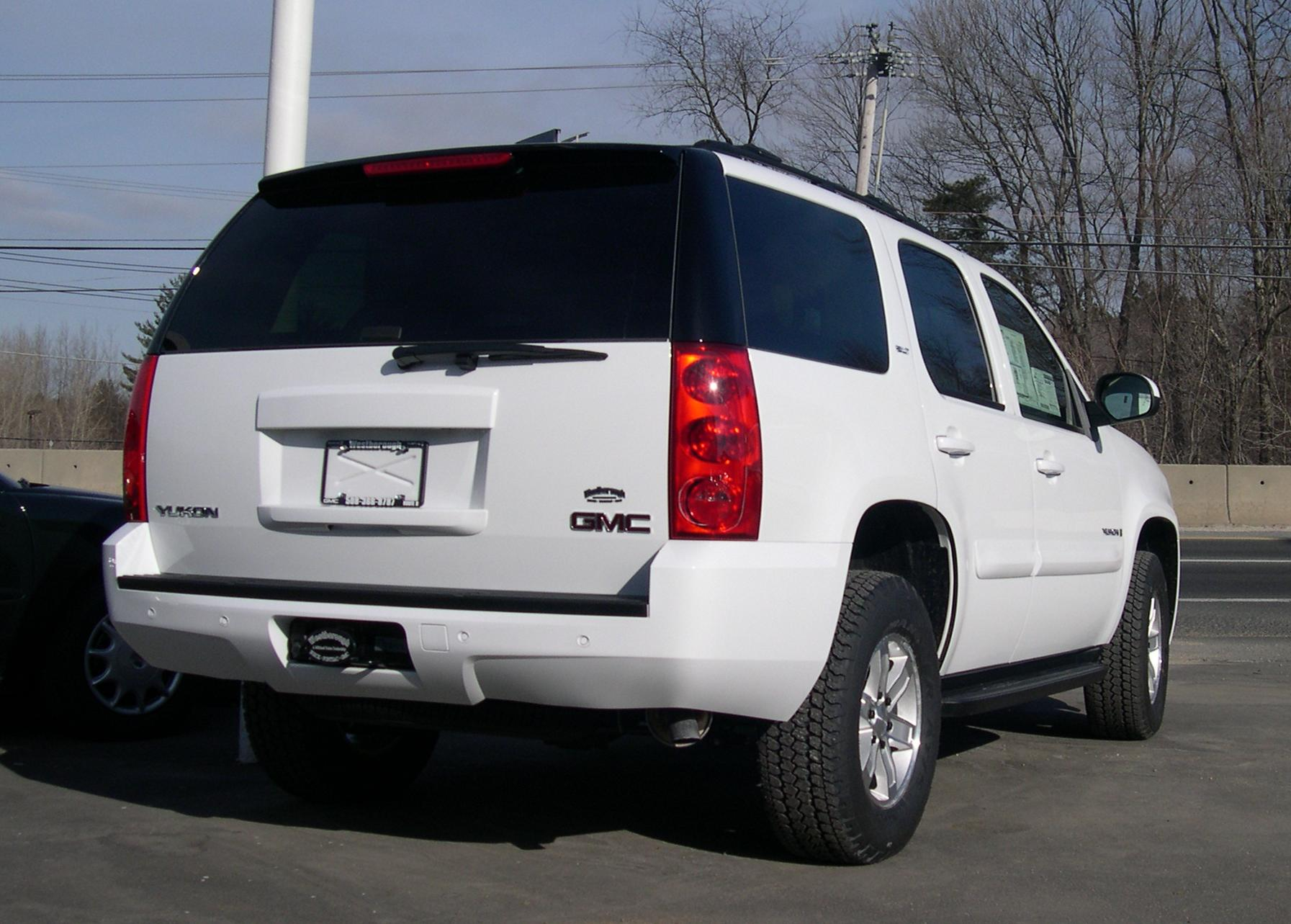
GMC Yukon III - tył

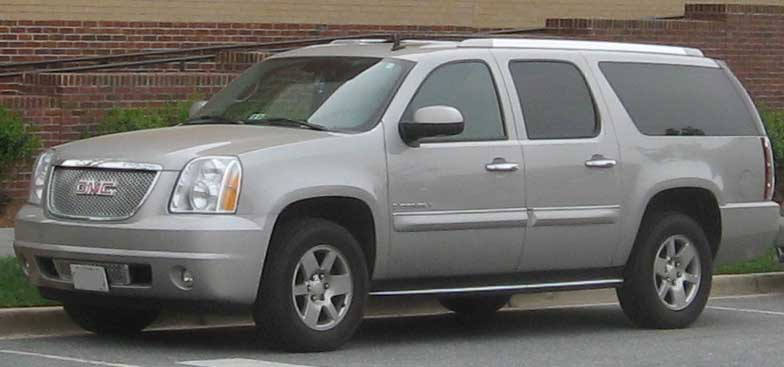
GMC Yukon III XL Denali

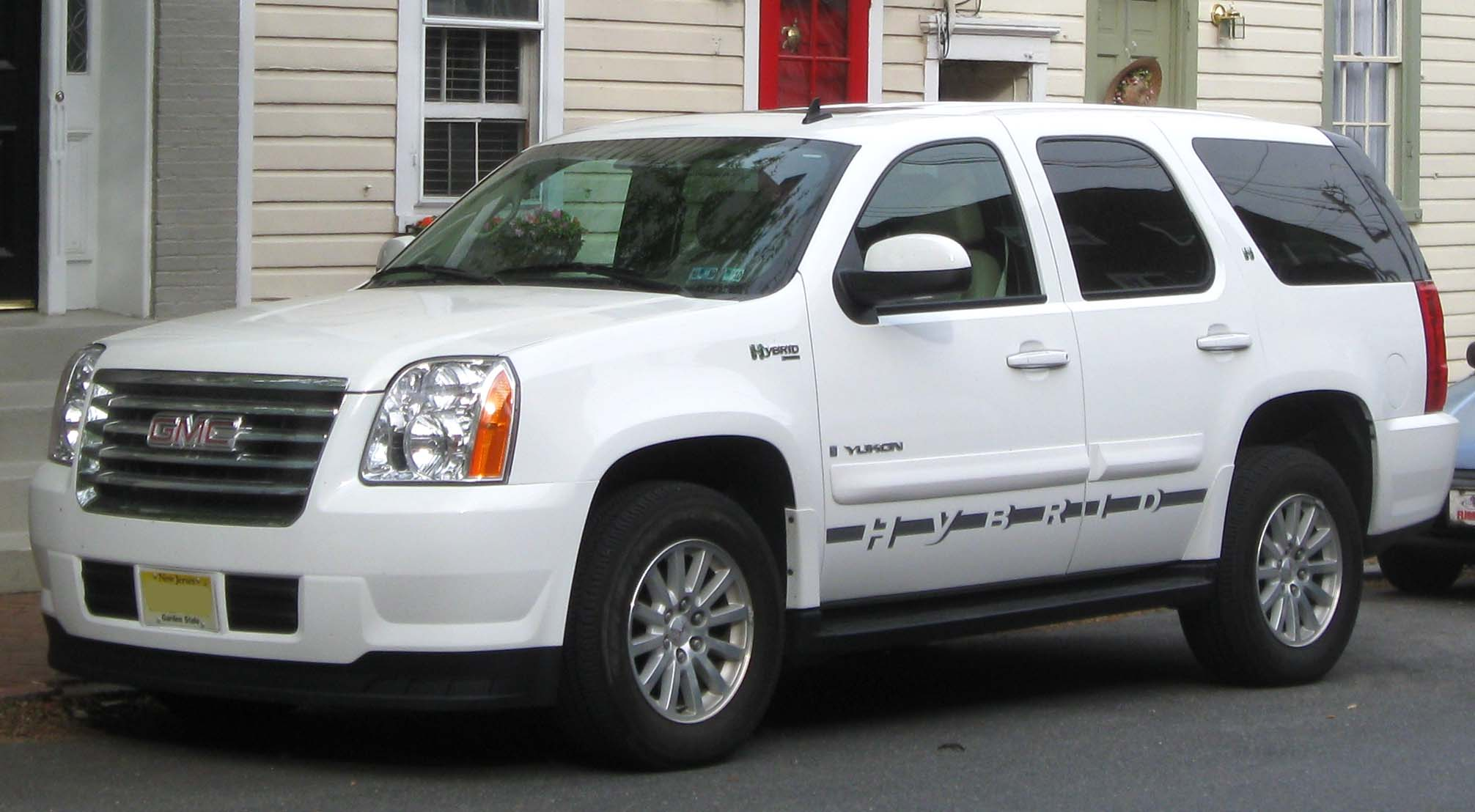
GMC Yukon III Hybrid

GMC Yukon III został po raz pierwszy zaprezentowany w 2005 roku.
Trzecia generacja GMC Yukon miała swoją premierę grudniu 2005 roku, trafiając na rynek na początku 2006 roku. Samochód przeszedł gruntowną metamorfozę w stosunku do poprzednika, stając się większym i przestronniejszym. 
Po raz pierwszy General Motors zdecydowało się też wyraźnie odróżnić od siebie trzy bliźniacze SUV-y Cadillaca, Chevroleta i GMC, co przełożyło się na inny wygląd pasa przedniego na czele z innym, zaokrąglonym kształtem reflektorów i zmodyfikowanymi wkładami tylnych lamp. 
Oferta ponownie składała się z odmiany podstawowej, Yukon, oraz przedłużonego i wyraźnie większego Yukon XL. Obie wersje dostępne były także w luksusowej odmianie Denali.

### Yukon Hybrid
Podobnie jak w przypadku bliźniaczego Chevroleta Tahoe, gamę wariantów napędowych trzeciej generacji GMC Yukon zdecydowano się poszerzyć w 2007 roku o odmianę hybrydową. Napędzał ją 6-litrowy silnik benzynowy typu V8 o mocy 332 KM wraz z parą silników elektrycznych, łącznie rozwijając we współpracy z bezstopniową przekładnią CVT 369 KM. Wariant ten nie zdobył popularności i nie doczekał się kontynuacji.

### Silniki
- V8 4.8l LY2
- V8 5.3l LM5
- V8 6.0l LFA
- V8 6.2l L92

## Czwarta generacja

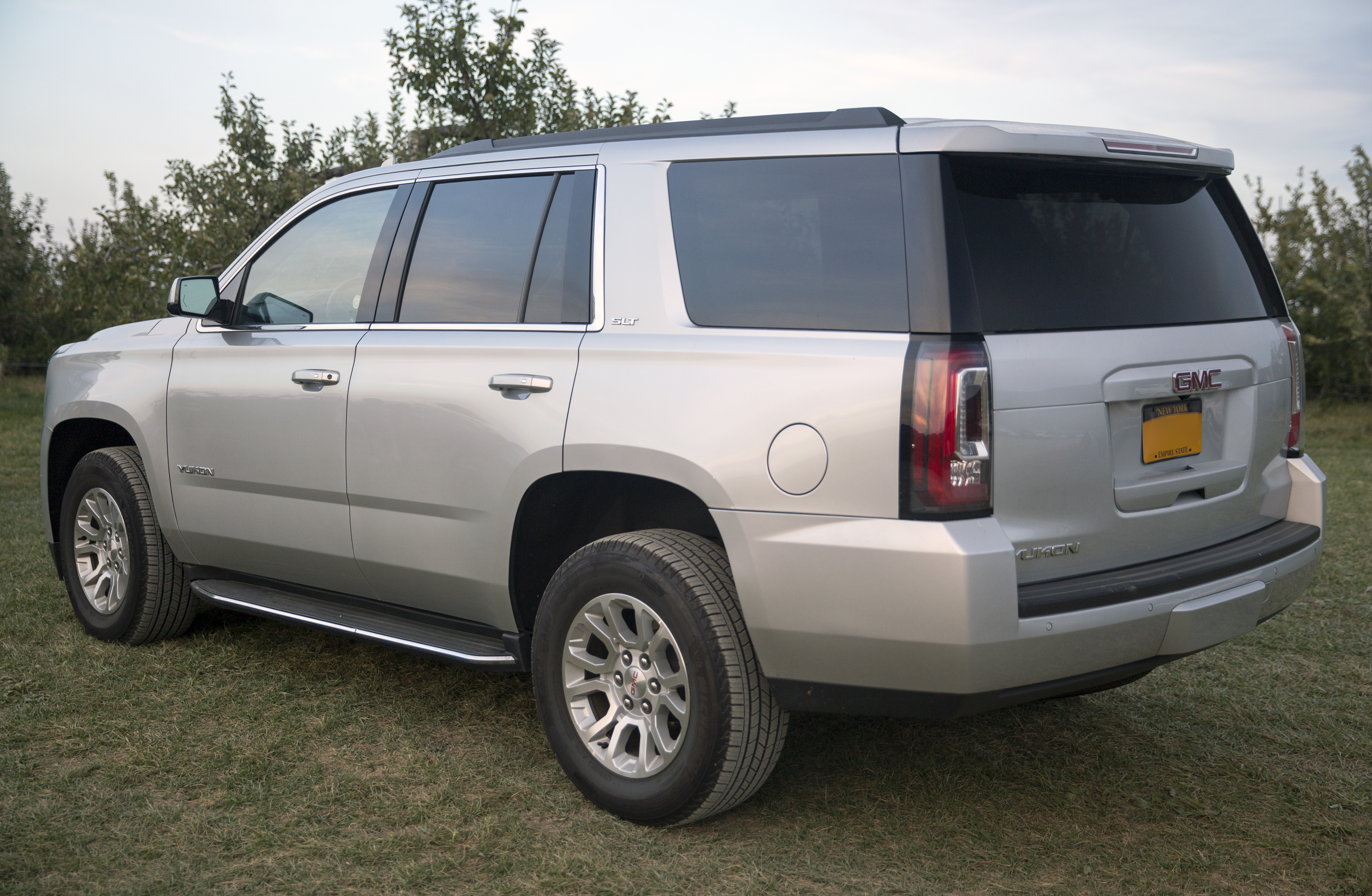
GMC Yukone IV - tył

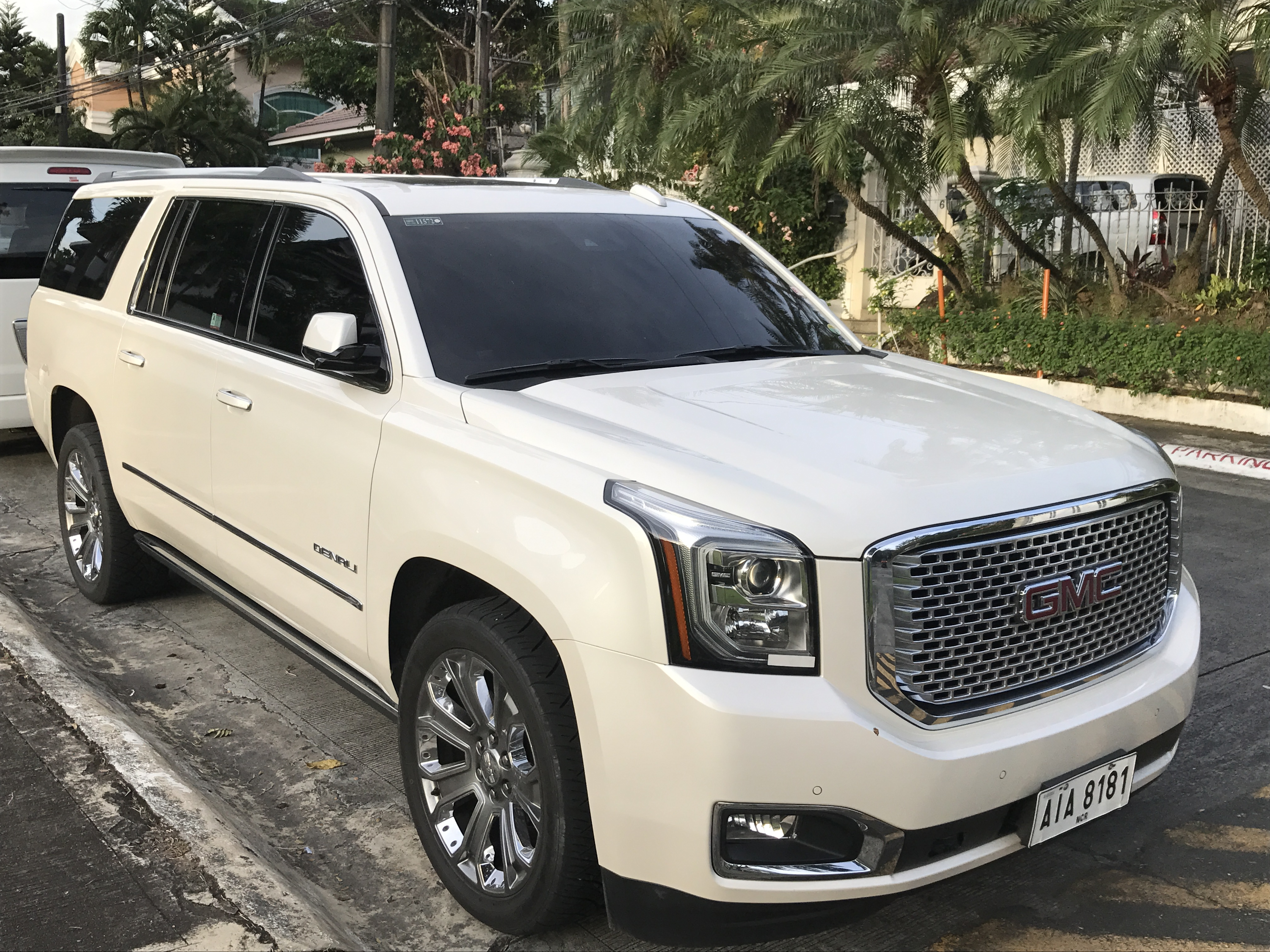
GMC Yukon IV XL

GMC Yukon IV został po raz pierwszy zaprezentowany w 2013 roku.
We wrześniu 2013 roku GMC zaprezentowało zbudowaną od podstaw, czwartą generację Yukona razem z bliźniaczymi modelami Chevroleta i Cadillaca. Pełnowymiarowy SUV powstał na nowej platformie General Motors, stając się jeszcze większy od poprzednika. 
Samochód ponownie otrzymał unikalny wygląd pasa przedniego z charakterystycznymi, podłużnymi reflektorami z zadarciami przy krawędzi błotników, a także dużą, chromowaną atrapę chłodnicy. 
Inne były też wkłady tylnych lamp, a ponadto Yukon otrzymał więcej chromowanych ozdobników i inny wystrój kabiny pasażerskiej. Sprzedaż Yukona IV razem z przedłużoną odmianą Yukon XL ruszyła na początku 2014 roku

### Silniki
- V8 5.3l EcoTec3
- V8 6.2l EcoTec2

## Piąta generacja

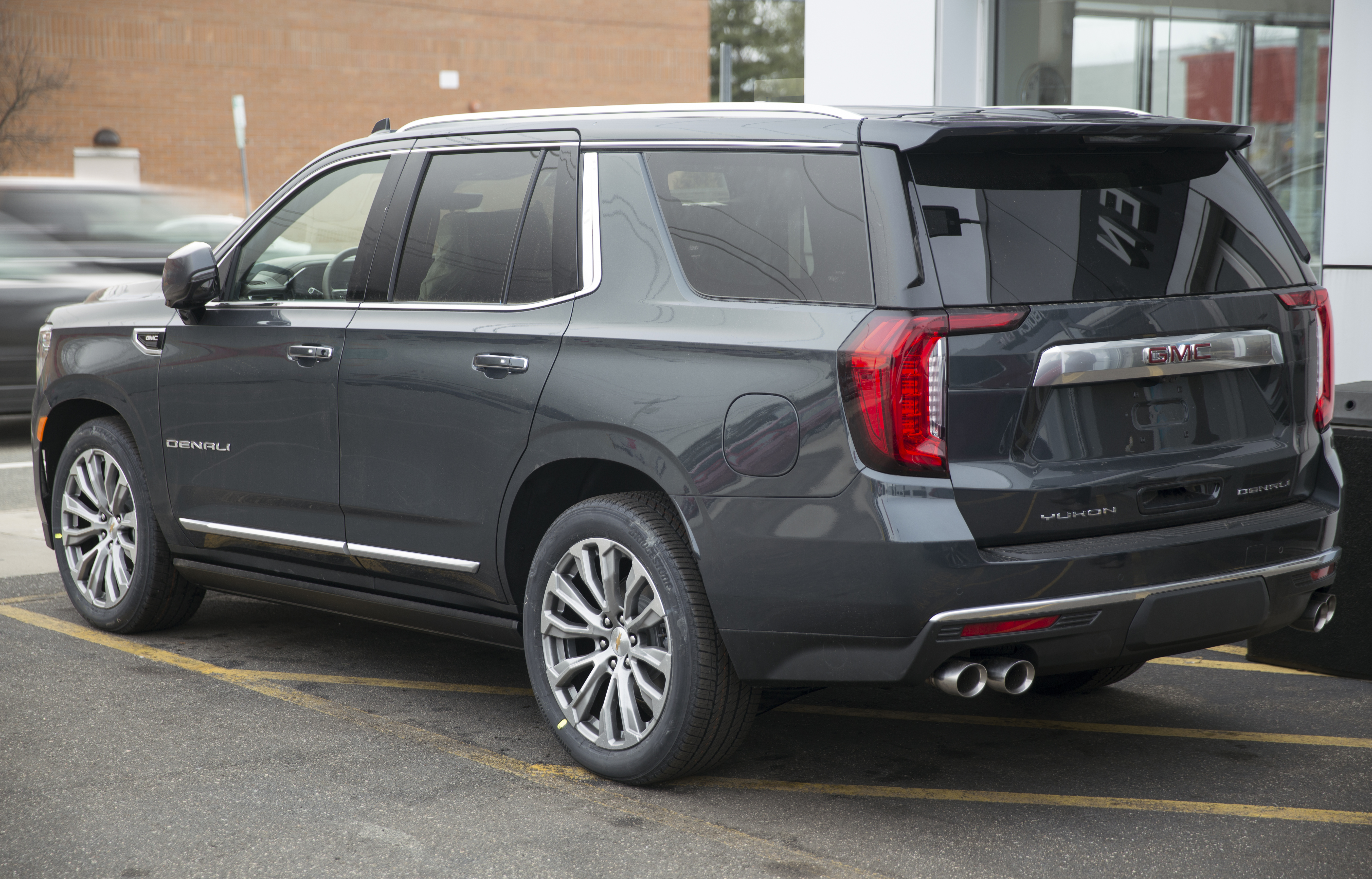
GMC Yukon V Denali - tył

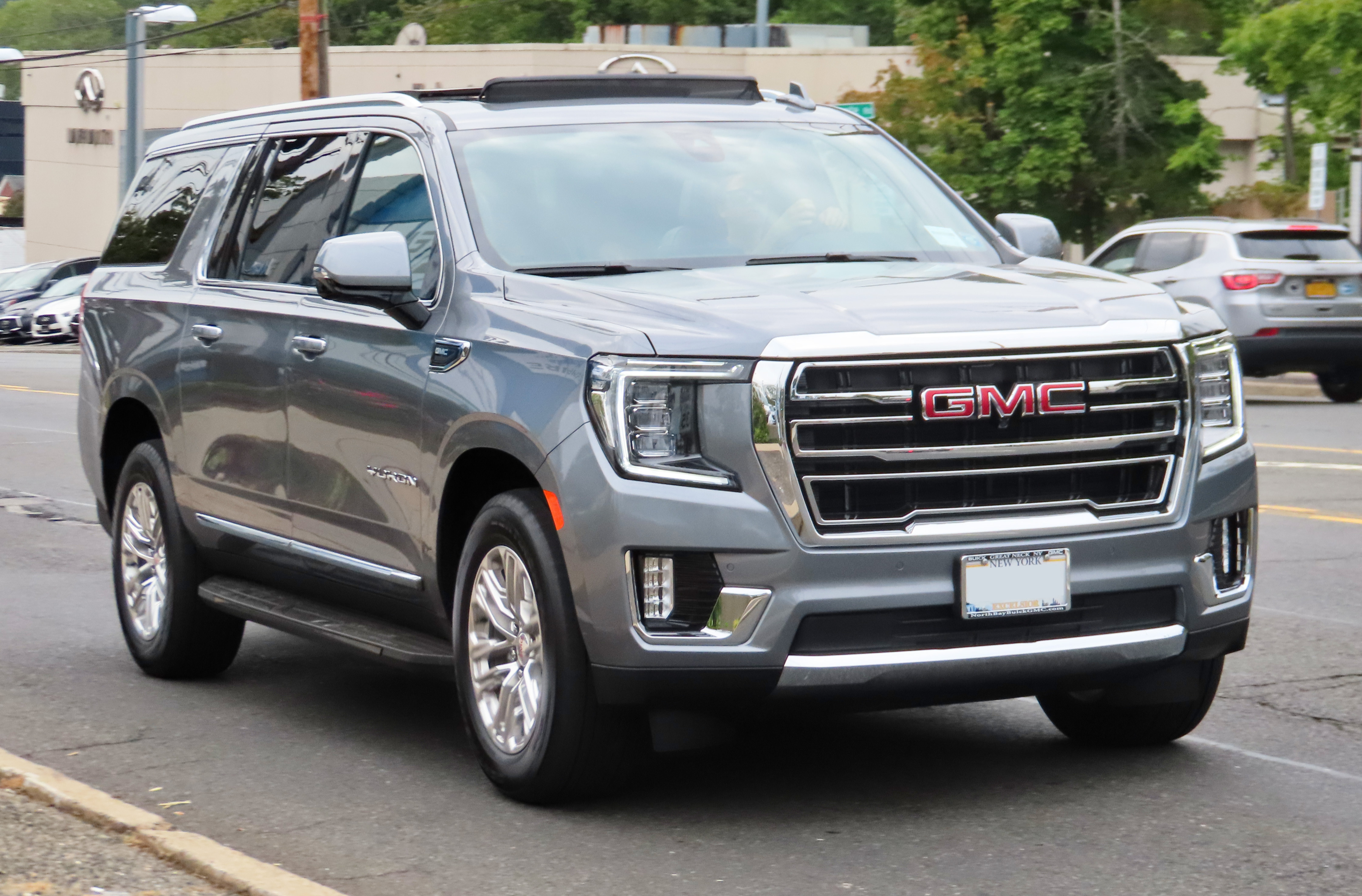
GMC Yukon XL IV

GMC Yukon V został zaprezentowany po raz pierwszy w 2020 roku.
Debiut zupełnie nowego Yukona V poprzedziła premiera nowe wcieleń bliźniaczych modeli Tahoe i Suburban, które Chevrolet przedstawił jeszcze w 2019 roku w pierwszej połowie grudnia. Tym razem, General Motors zdecydowało się przedstawić bliźniacze konstrukcje Cadillaca i GMC ponad miesiąc później, planując ich premierę na styczeń 2020 roku. 
Jeszcze pod koniec 2019 roku, pojawiły się zdjęcia szpiegowskie ukazujące nieznacznie zamaskowanie GMC Yukon piątej generacji. Samochód otrzymał mniejsze, bardziej kanciasate reflektory z charakterystycznymi obwódkami wykonanymi w technologii LED, a także większą, chromowaną atrapę chłodnicy. Ponadto, po raz pierwszy duży SUV GMC ma dwuczęściowe tylne lampy, co ma upodobnić Yukona do mniejszych modeli Terrain i Acadia.
Po raz pierwszy w historii linii modelowej Yukon, piąta generacja modelu w topowej wersji Denali otrzymała zupełnie inny wygląd kokpitu. W stosunku do podstawowej odmiany, zyskał on bardziej zabudowaną konsolę centralną z wyżej położonymi nawiewami i innym układem przyrządów.

### Lifting
W sierpniu 2024 GMC Yukon piątej generacji przeszło obszerną restylizację. Pas przedni zyskał przemodelowane, obszerniejsze reflektory z charakterystycznym wcięciem, a także większą osłonę chłodnicy i inaczej wyglądajce zderzaki. Ponadto wprowadzono nowe wzory alufelg, terenowy wariant AT4 Ultimate, a najobszerniejsze modyfikacje przeszła kabina pasażerska. Wprowadzono tam nowy projekt deski rozdzielczej nawiązujący do nowszych modeli firmy, z ekranem z cyfrowymi zegarami oraz pionowym, 16,8-calowym ekranem dotykowym centralnego systemu multimedialnego.

### Silniki
- R6 3.0l Duramax
- V8 5.3l EcoTec3
- V8 6.2l EcoTec3